# Brokeback Mountain
Brokeback Mountain är en kanadensisk-amerikansk långfilm från 2005 i regi av Ang Lee. Filmen skildrar en komplex romantisk och sexuell relation mellan två män i västra USA mellan 1963 och 1983. Den hade svensk premiär den 3 februari 2006. Filmen baseras på Pulitzervinnaren Annie Proulx novell Brokeback Mountain från novellsamlingen Berättelser från vidderna (översättning Lena Fries-Gedin, 2000). Manusförfattare är Diana Ossana och Larry McMurtry. Huvudrollerna spelas av Heath Ledger, Jake Gyllenhaal, Anne Hathaway och Michelle Williams.
Filmen vann Guldlejonet vid Filmfestivalen i Venedig och erhöll utmärkelserna bästa film och regissör från: British Academy of Film and Television Arts, Golden Globe Awards, Producers Guild of America, Critics Choice Awards och Independent Spirit Awards - och många andra organisationer och festivaler.
Brokeback Mountain hade flest nomineringar (åtta) till Oscarsgalan 2006 och vann tre: bästa regi, bästa manus efter förlaga och bästa filmmusik. Många förvånades när priset för bästa film istället gick till filmen Crash. Brokeback Mountain är den tionde på biografer högst inkomstbringande romantiska dramafilmen någonsin.

## Handling
Två unga män, Jack Twist och Ennis del Mar, träffas när de anställs av Joe Aguirre (Randy Quaid) för att under sommaren valla hans får. Efter en sen kväll med mycket alkohol stöter Jack på Ennis, som först avvisar honom men sedan tillåter Jacks närmanden. Morgonen efter varnar Ennis Jack att det var en engångsföreteelse, men en fysisk och känslomässig relation utvecklas mellan dem. De försummar sitt arbete och avskedas av Joe som iakttagit deras relation på avstånd. Jack och Ennis slåss innan de skiljs, båda blir något blodiga men inte allvarligt skadade. Ennis gifter sig med sin fästmö sedan länge, Alma Beers (Michelle Williams). Paret får två barn. Jack gifter sig med Lureen Newsome (Anne Hathaway). Fyra år senare besöker Jack Ennis. De kysser varandra passionerat när de träffas. Alma ser dem oavsiktligt. Jack vill att Ennis och han ska leva tillsammans på en liten boskapsfarm men Ennis plågas av barndomsminnen om hur en man torterades och mördades på grund av misstankar om homosexualitet. Han vill inte heller lämna sin familj. De två träffas oregelbundet och då på fisketurer där de inte riskerar att bli upptäckta.
Männens äktenskap förfaller. Alma och Ennis skiljs men familjen träffas regelbundet tills Alma i ett bråk avslöjar att hon känner till hans relation med Jack. När Jack får besked om skilsmässan reser han till Ennis i Wyoming och hoppas att de kan flytta ihop. Ennis vägrar lämna sina barn. Jack finner tröst hos manliga prosituerade i Mexiko. Ennis har en kort kärleksrelation med en servitris, Cassie Cartwright (Linda Cardellini). I slutet av en fisketur vill Ennis skjuta fram deras nästa möte. De bråkar, Jack är frustrerad för att de träffas så sällan. När Ennis kör iväg minns Jack hur det var när de skildes åt efter sommaren vid berget Brokeback.
Senare returneras ett vykort från Ennis till Jack, stämplat "avliden". På telefon säger Lureen att Jack dog när han bytte ett bildäck som exploderade. Ennis föreställer sig hur Jack har misshandlats till döds av en mobb. Hur han egentligen dog får tittarna själva avgöra. Jack ville att hans aska skulle spridas på Brokeback men Lureen vet inte var det är. Ennis hälsar på Jacks föräldrar (Roberta Maxwell och Peter McRobbie). Han erbjuder sig att ta Jacks aska, men fadern vill hellre att den ska bevaras i familjegraven. I Jacks rum, som mamman har bevarat sedan hans ungdom, finner Ennis sin skjorta med blodfläckar som han trodde att han hade tappat på Brokeback. Jack hade sparat den, tillsammans med sin egen blodfläckade skjorta. Mamman låter honom ta med sig plaggen som han hänger på samma galge i sin egen garderob, med ett vykort på Brokeback Mountain ovanför. Med tårar i ögonen muttrar han "Jack, jag lovar...".

## Westernmyten och innebörd
Brokeback Mountain blev snabbt känd som "gay-cowboy-filmen" vilket reflekterar den populariserade myten om boskapsskötare i Vilda västern, fast den eran och friheten som cowboyen symboliserar tog slut långt innan filmen uppfanns. Annie Proulx som skrev novellen Berättelser från vidderna som filmen baseras på menar själv att "det inte är en berättelse om 'två cowboys'. Det är en berättelse om två oartikulerade, förvirrade ranchungar i Wyoming 1963 som har lämnat sina hem och finner sig själva i en personlig sexuell relation som de inte förväntade sig, kan förstå eller hantera". Rollfigurerna Jack (Jake Gyllenhaal) och Ennis (Heath Ledger) är inte cowboys (om något är de fåraherdar skriver New York Times kritiker) men de är "lockade av cowboymyten".

## Produktion
Handlingen utspelas i Bighorn Mountains i Wyoming, men filmades nästan uteslutande i Canadian Rockies i södra Alberta. Berget "Brokeback Mountain" är en komposition av bilder från flera berg: Mount Lougheed söder om staden Canmore och The Fortress (båda i Alberta) och Moose Mountain i Kananaskis Country. Ennis och Jacks campingplats filmades i Goat Creek, Upper Kananaskis Lake, Elbow Falls och Canyon Creek, Alberta. Andra scener filmades i Cowley, Alberta, Fort Macleod och Calgary. Filmen spelades in sommaren 2004.

## Rollfigurer
Mark Wahlberg avböjde rollen som Ennis del Mar för att filmens homosexuella tema och kärleksscener "fick honom att rysa". När Heath Ledger och Jake Gyllenhaal tillfrågades om de upplevde någon rädsla i att synas i såna kontroversiella roller svarade Ledger att han inte var rädd för rollen, men att han oroade sig för att han inte skulle vara tillräckligt mogen som skådespelare för att göra historien rättvisa. Gyllenhaal har sagt att han är extremt stolt över filmen och sin roll, oavsett vilka reaktionerna på filmen blir. Både Heath Ledger och Jake Gyllenhaal har sagt att sexscenerna var svåra. Regissören Ang Lee tyckte att den första scenen var svårfilmad och har sagt att han har stor respekt för huvudrollsinnehavarnas "mod".
Manusförfattaren till filmen Candy (i vilken Heath Ledger spelade huvudrollen), Luke Davies  menar att miljön som filmen utspelas i försvårade Ledgers tolkning av Ennis: "I Brokeback Mountain är sårbarheten och risken för fara så stor och världen så maskulin att varje avvikelse kan förgöra dig. [Ledgers] verkliga briljans var att visa hur rollfiguren Ennis del Mar var så fundamentalt hämmad att han blivit som en bibel med obesvarade önskningar, kvävda begär och förlorade möjligheter."

## Rollista
- Heath Ledger som Ennis del Mar
- Jake Gyllenhaal som Jack Twist
- Randy Quaid som Joe Aguirre
- Michelle Williams som Alma Beers
- Anne Hathaway som Lureen Newsome
- Linda Cardellini som Cassie
- Anna Faris as Lashawn Malone
- David Harbour som Randall Malone
- Roberta Maxwell som fru Twist
- Peter McRobbie som John Twist
- Kate Mara som Alma del Mar Jr.

## Nomineringar och priser
| År   | Pris   | Resultat  | Kategori                  | Person                       |
| ---- | ------ | --------- | ------------------------- | ---------------------------- |
| 2006 | Oscars | Vann      | Bästa regissör            | Ang Lee                      |
| 2006 | Oscars | Vann      | Bästa musik               | Gustavo Santaolalla          |
| 2006 | Oscars | Vann      | Bästa manus efter förlaga | Larry McMurtry, Diana Ossana |
| 2006 | Oscars | Nominerad | Bästa foto                | Rodrigo Prieto               |
| 2006 | Oscars | Nominerad | Bästa film                | Diana Ossana, James Schamus  |
| 2006 | Oscars | Nominerad | Bästa manliga huvudroll   | Heath Ledger                 |
| 2006 | Oscars | Nominerad | Bästa manliga biroll      | Jake Gyllenhaal              |
| 2006 | Oscars | Nominerad | Bästa kvinnliga biroll    | Michelle Williams            |

Filmen tilldelades även fyra Golden Globe; Bästa regi (Ang Lee), Bästa dramafilm (Diana Ossana och James Schamus), Bästa biroll (Jake Gyllenhaal), Bästa långfilmsmanus (Larry McMurtry och Diana Ossana). Filmen var nominerad i ytterligare fem kategorier. 
I Sverige fick filmen pris som "årets film" vid Gaygalan år 2007. Brokeback Mountain vann även Guldlejonet vid filmfestivalen i Venedig 2005. 
Filmen kom ut på DVD 4 april 2006 i USA och 11 juli 2006 i Sverige.